# Abd ar-Rahman I
Abd ar-Rahman I (Abd al-Rahman ibn Mu'awiya ibn Hisham ibn Abd al-Malik ibn Marwan), född år 731 och död 788, regeringstid 756–788, var grundaren av den muslimska dynastin Umayyaderna, som styrde över Spanien under nästan två sekler.

## Biografi
Abd ar-Rahman I var sonson till Hisham, den tionde umayyadiske kalifen. När umayyaderna störtades i öst av abbasiderna var Abd ar-Rahman bara tjugo år gammal. Tillsammans med sin bror Yahya flydde han till beduinerna i öknen men abbasiderna jagade skoningslöst sina fiender och mördade Yahya. Abd ar-Rahman lyckades åter fly – först till Syrien och sedan, liksom alla som försökt ta sig utom räckhåll för abbasiderna, till Nordafrika.
I det kaos som uppstod efter den nya dynastins tillträde hade Afrika erövrats av de forna umayyadiska emirerna och andra ställföreträdare på kontinenten och nu eftersträvade de självständighet. Efter en tid upptäckte Abd ad-Rahman återigen att hans liv stod i fara och han flydde därför ännu längre västerut och hamnade hos berberstammarna i Mauretanien. Under sin flykt åtföljdes han av några få som var umayyaderna trofasta. Under alla sina umbäranden, som hämtade ur Tusen och en natt, hämtade Abd ad-Rahman styrka i den profetia som hans fars farbror, Maslama, uttalat som sade att det var han som skulle få familjens lycka att vända. 
När han år 755 gömde sig i närheten av Ceuta försökte han vinna stöd bland familjens trogna i Spanien, släktingar till dem som erövrat landet, som var många i Elvira, dagens Granada. Vid denna tid befann sig även den spanska halvön i ett kaotiskt tillstånd under den svage emiren Yusef – han var bara en marionett i händerna på en av de stridande fraktionerna och kunde inte förhindra inbördeskriget som rasade och motsättningarna mellan araber och berber. Abd ar-Rahman såg äntligen det tillfälle han letat efter och i september landade han, inbjuden av sina vänner, i Almuñécar, öster om Málaga på den spanska sydkusten.
Under en tid var Abd ar-Rahman tvungen att följa de råd han fick av sina anhängare, som var väl medvetna om de risker de stod inför. Yusef öppnade förhandlingarna genom att erbjuda en av sina döttrar och ett stycke land. Prinsen hade betydligt större ambitioner, men hade förmodligen blivit tvungen att acceptera erbjudandet – till en början – om inte en av Yusefs budbärare, en spansk avfälling, hade lyckats förolämpa en av umayyadernas viktigaste bundsförvanter, Obeidullah, genom att han inte kunde skriva på god arabiska. Obeidullah drog genast sitt svärd.
År 756 möttes arméerna i Guadalquivirdalen och den 16 maj nedkämpades Yusefs armé utanför Córdoba. Abd ar-Rahmans armé var så undermåligt utrustad att han själv var den ende som hade tillgång till en god stridshäst. Han saknade dessutom baner och fick improvisera ihop ett genom att vira en grön turban kring en spjutspets. Turbanen och spjutet blev därefter de spanska umayyadernas banner.
Abd ar-Rahmans långa regeringstid gick åt till att vinna maktkampen mot sina arabiska och berbiska undersåtar. De hade aldrig bett om en härskare och gillade inte alls hans växande makt. År 763 tvingades han till och med slå tillbaka ett uppror lett av abbasidernas bundsförvanter utanför hans egna stadsportar. Vid segern lät han halshugga upprorsledarna, fylla deras huvuden med salt och kamfer och skicka dem till kalifatet i öster.
I slutet av sitt liv slog Abd ar-Rahman ned en serie konspirationer med stor brutalitet. Den dynasti han grundat skulle komma att behärska Spanien ända fram till 1031.
Abd ar-Rahman I efterföljdes av Hisham I.